# قانون الصحة العقلية المجتمعية

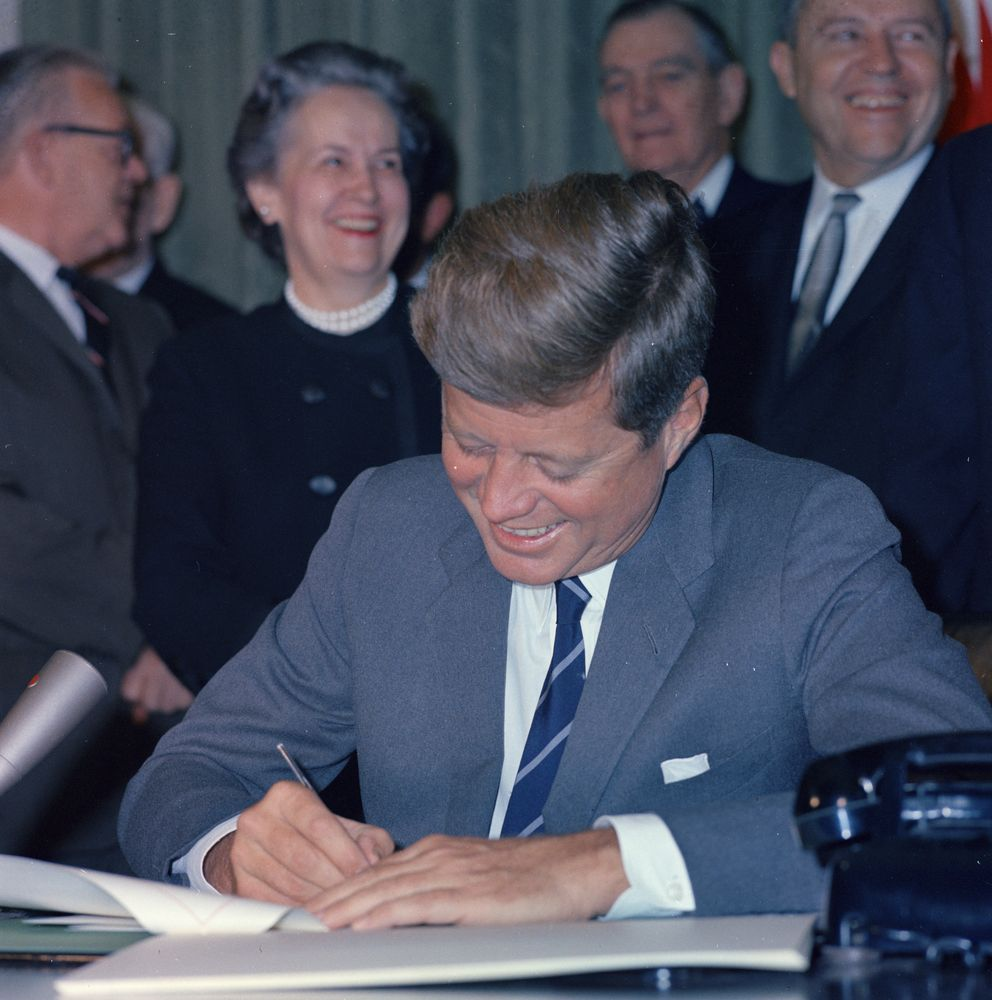
الرئيس جون ف. كينيدي يوقع على القانون

قانون الصحة النفسية المجتمعية لسنة 1963 (ويُعرف أيضًا باسم قانون إنشاء مراكز الصحة النفسية المجتمعية، أو قانون مرافق الإعاقة الذهنية وإنشائها، أو القانون العام 88-164، أو قانون إنشاء مراكز الصحة النفسية المجتمعية ومرافق الإعاقة الذهنية لسنة 1963) هو قانون ينص على تقديم تمويل فيدرالي لمراكز الصحة النفسية المجتمعية ومرافق البحث في الولايات المتحدة. تم إقرار هذا التشريع كجزء من برنامج الحدود الجديدة للرئيس جون ف. كينيدي. وقد أدى إلى تقليص كبير في الاعتماد على المؤسسات الإيوائية.
في سنة 1955، أقرّ الكونغرس قانون دراسة الصحة النفسية، مما أدى إلى إنشاء اللجنة المشتركة حول الأمراض النفسية والصحة النفسية. وقد أصدرت تلك اللجنة تقريرًا في سنة 1961، شكّل الأساس الذي بُني عليه قانون سنة 1963.
لم يُبنَ سوى نصف المراكز المقترحة، ولم يُموّل أي منها بشكل كامل، كما أن القانون لم يوفّر تمويلاً لتشغيلها على المدى الطويل. أغلقت بعض الولايات مستشفياتها الحكومية المكلفة، لكنها لم تُخصص أموالًا لإنشاء رعاية قائمة على المجتمع. تسارعت عملية إزالة الطابع المؤسسي بعد اعتماد برنامج ميديكيد في سنة 1965. وخلال إدارة ريغان، تم تحويل التمويل المتبقي من هذا القانون إلى منح كتلية للصحة النفسية تُمنح للولايات. ومنذ سنّ قانون الصحة النفسية المجتمعية، تم تقليص 90% من الأسرّة في المستشفيات الحكومية، ولم يتم تعويضها بموارد مجتمعية.
لقد أثبت قانون الصحة النفسية المجتمعية نجاحًا متفاوتًا. فقد تم إطلاق سراح العديد من المرضى الذين كانوا يُحتجزون سابقًا في مؤسسات إلى المجتمع. ومع ذلك، لم تكن جميع المجتمعات تملك المرافق أو الخبرة اللازمة للتعامل معهم. وفي العديد من الحالات، انتهى المطاف بالمرضى في دور رعاية للكبار أو لدى عائلاتهم، أو مشرّدين في المدن الكبرى، وبدون الرعاية النفسية التي يحتاجونها. وبدون دعم مجتمعي، يواجه الأشخاص المصابون بأمراض نفسية صعوبة في الحصول على العلاج، أو في المحافظة على تناول أدويتهم، أو في إعالة أنفسهم. وهم يشكلون نسبة كبيرة من المشردين، ونسبة متزايدة من نزلاء السجون.

## ملحوظات
1. ↑  Kennedy، John F. (31 أكتوبر 1963). Remarks on signing mental retardation facilities and community health centers construction bill (Speech). White House Cabinet Room, Washington, DC: John F. Kennedy Presidential Library and Museum. JFKPOF-047-045. مؤرشف من الأصل في 2017-03-15. {{استشهاد بخطاب}}: تجاهل المحلل الوسيط |عنوان المؤتمر= لأنه غير معروف (مساعدة)
2. 1 2  Friedman، Michael B. (8 أبريل 2004) [2002]. "Think About the Next 25 Years: Advice for the President's Commission on Mental Health". NAMI SCC. National Alliance for the Mentally Ill Santa Cruz County. مؤرشف من الأصل في 2008-05-09.
3. ↑  "History of the Organization and the Movement". Mental Health America. مؤرشف من الأصل في 2008-10-30.
4. ↑  Smith، Michelle R. (20 أكتوبر 2013). "50 years later, Kennedy's vision for mental health not realized". The Seattle Times. The Associated Press. مؤرشف من الأصل في 2013-10-23.
5. ↑  "History of Public Mental Health in California and the U.S." Center for Mental Health Services Research. The University of California, Berkeley and San Francisco. مؤرشف من الأصل في 2007-05-25.
6. ↑  Scanlon, John, قالب:Unfit, مؤسسة التراث, Backgrounder #729, October 2, 1989
7. ↑  Rubin، Lillian B. (Fall 2007). "Sand Castles and Snake Pits: Homelessness, Public Policy, and the Law of Unintended Consequences". Dissent. مؤرشف من الأصل في 2025-05-20.
8. ↑  Friedman، Michael B. "Keeping The Promise of Community Mental Health". Mental Health Association of Westchester. مؤرشف من الأصل في 2004-06-23. اطلع عليه بتاريخ 2003-08-08.

## روابط خارجية
- "S. 1576 (88th): An Act to provide assistance in combating mental retardation through grants for construction of research centers and grants for facilities for the mentally retarded and assistance in improving mental health through grants for construction and initial staffing". GovTrack. Civic Impulse, LLC. مؤرشف من الأصل في 2023-09-24.